# 春日部野田バイパス

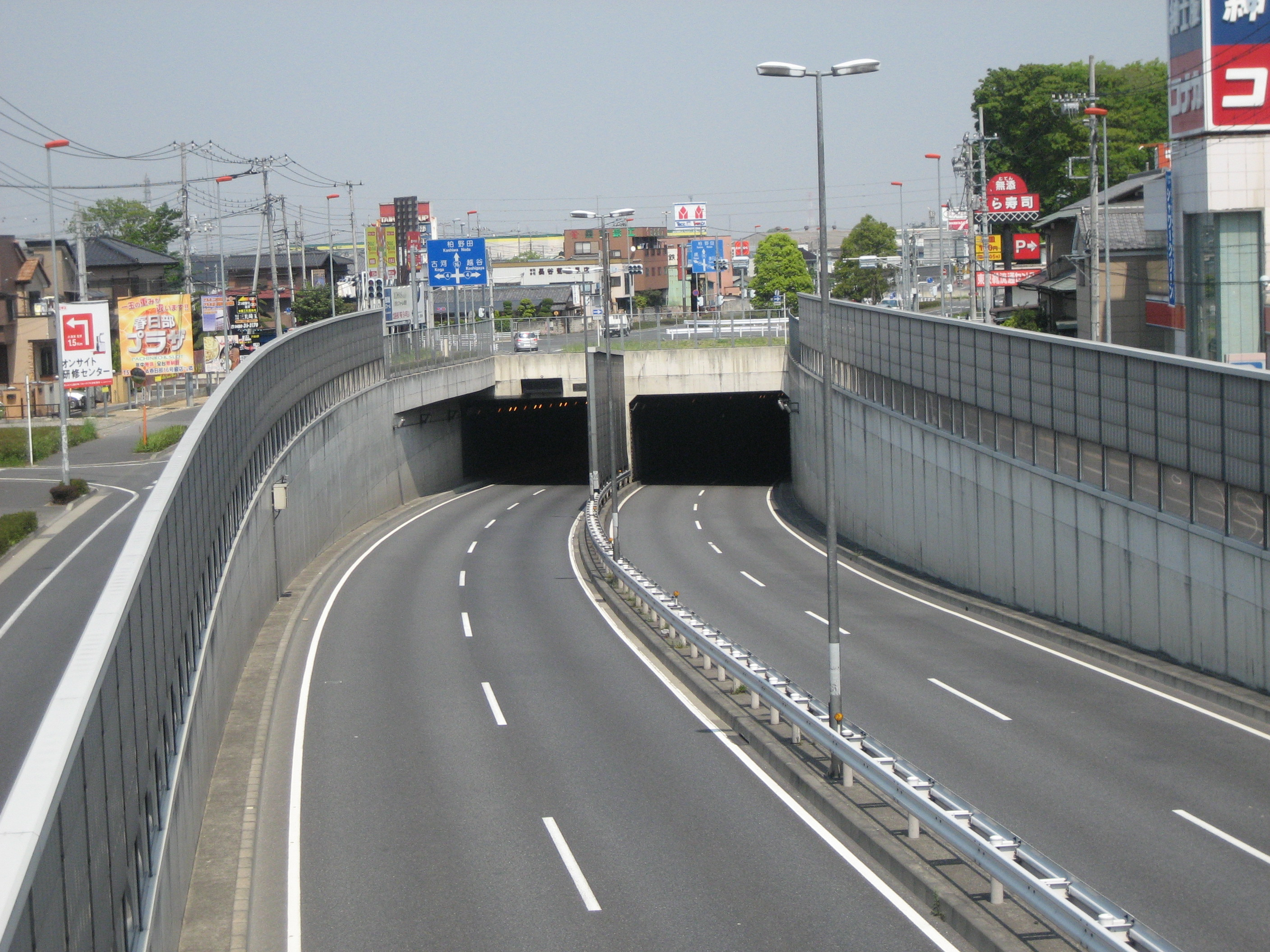
小渕立体（春日部市内）

春日部野田バイパス（かすかべのだバイパス）は、埼玉県春日部市から千葉県野田市に至る国道16号のバイパス道路である。
1キロメートル (km) 程の間隔をおいて東武野田線と並行している。

## 起点・終点
起点は岩槻春日部バイパス、終点は一次改築部と繋がっている。
- 起点：埼玉県春日部市小渕 小渕交差点（小渕立体）
- 終点：千葉県野田市柳沢 柳沢交差点（柳沢立体）

## 歴史
バイパスが建設される以前のこの区間は、小渕交差点より国道4号と重複して南下し、現在の東京都道・埼玉県道49号足立越谷線、埼玉県道・千葉県道19号越谷野田線を通って千葉県に入っていた。外部リンクのサイトに旧道の地図がある。完成後はバイパスが現道となり、旧道は県道に降格された。
- 1971年（昭和46年）：事業着手
- 1974年（昭和49年）：金野井大橋内回り完成
- 1975年（昭和50年）4月30日：暫定2車線供用開始
- 1979年（昭和54年）11月：柳沢立体完成
- 1984年（昭和59年）11月：金野井大橋外回り完成・全線4車線供用開始
- 1985年（昭和60年）11月：中里立体完成
- 2000年（平成12年）11月：小渕立体完成
- 2001年（平成13年）7月9日：庄和インター交差点・新4号国道（越谷春日部バイパス・春日部古河バイパス）が立体化

## 路線状況
全線4車線で、起点 - 埼玉県春日部市西金野井間は転回禁止、起点 - 千葉県野田市東金野井間は駐停車禁止で規制されている。最高速度は概ね60km/h（法定速度）。

## 地理

### 道路施設
- 金野井大橋（江戸川、埼玉県春日部市 - 千葉県野田市）

### 交差する主な道路
| 交差する道路                                       | 交差する道路                                       | 交差点名        | 所在地 | 所在地   | 最高速度 (km/h) |
| -------------------------------------------------- | -------------------------------------------------- | --------------- | ------ | -------- | --------------- |
| 国道4号（日光街道）                                | 国道4号（日光街道）                                | 小渕※立体交差   | 埼玉県 | 春日部市 | 法定速度        |
| 埼玉県道319号惣新田春日部線                        | 埼玉県道319号惣新田春日部線                        | 小渕東※立体交差 | 埼玉県 | 春日部市 | 法定速度        |
|                                                    | 埼玉県道2号さいたま春日部線                        | 春日部市場前    | 埼玉県 | 春日部市 | 法定速度        |
| 埼玉県道320号西宝珠花春日部線                      | 埼玉県道320号西宝珠花春日部線                      | 八丁目東        | 埼玉県 | 春日部市 | 法定速度        |
| 埼玉県道321号西金野井春日部線                      | 埼玉県道321号西金野井春日部線                      | 下柳西          | 埼玉県 | 春日部市 | 法定速度        |
| （埼葛広域農道）                                   | （埼葛広域農道）                                   | 下柳            | 埼玉県 | 春日部市 | 法定速度        |
| 国道4号 （春日部古河バイパス・越谷春日部バイパス） | 国道4号 （春日部古河バイパス・越谷春日部バイパス） | 庄和IC          | 埼玉県 | 春日部市 | 法定速度        |
| 埼玉県道42号松伏春日部関宿線                       | 埼玉県道42号松伏春日部関宿線                       | 柳橋下※立体交差 | 埼玉県 | 春日部市 | 法定速度        |
| （庄和中央通り）                                   | （庄和中央通り）                                   | 金崎            | 埼玉県 | 春日部市 | 法定速度        |
| 千葉県道17号結城野田線                             | 千葉県道17号結城野田線                             | 中里※立体交差   | 千葉県 | 野田市   | 法定速度        |
| 千葉県道142号岩井野田線                            | 千葉県道142号岩井野田線                            | 船形南          | 千葉県 | 野田市   | 法定速度        |
| 千葉県道3号つくば野田線                            | 千葉県道3号つくば野田線                            | 柳沢※立体交差   | 千葉県 | 野田市   | 法定速度        |

### 周辺の施設
| 施設                        | 所在地 | 所在地   |
| --------------------------- | ------ | -------- |
| イオンモール春日部          | 埼玉県 | 春日部市 |
| 島忠 ホームズ春日部店       | 埼玉県 | 春日部市 |
| 春日部市消防本部 庄和消防署 | 埼玉県 | 春日部市 |
| 庄和総合公園                | 埼玉県 | 春日部市 |
| 野田市立川間小学校          | 千葉県 | 野田市   |
| 第一物産 野田センター       | 千葉県 | 野田市   |
| イオン北関東RDC             | 千葉県 | 野田市   |
| 千葉カントリークラブ        | 千葉県 | 野田市   |
| 野田市立柳沢小学校          | 千葉県 | 野田市   |

## ギャラリー

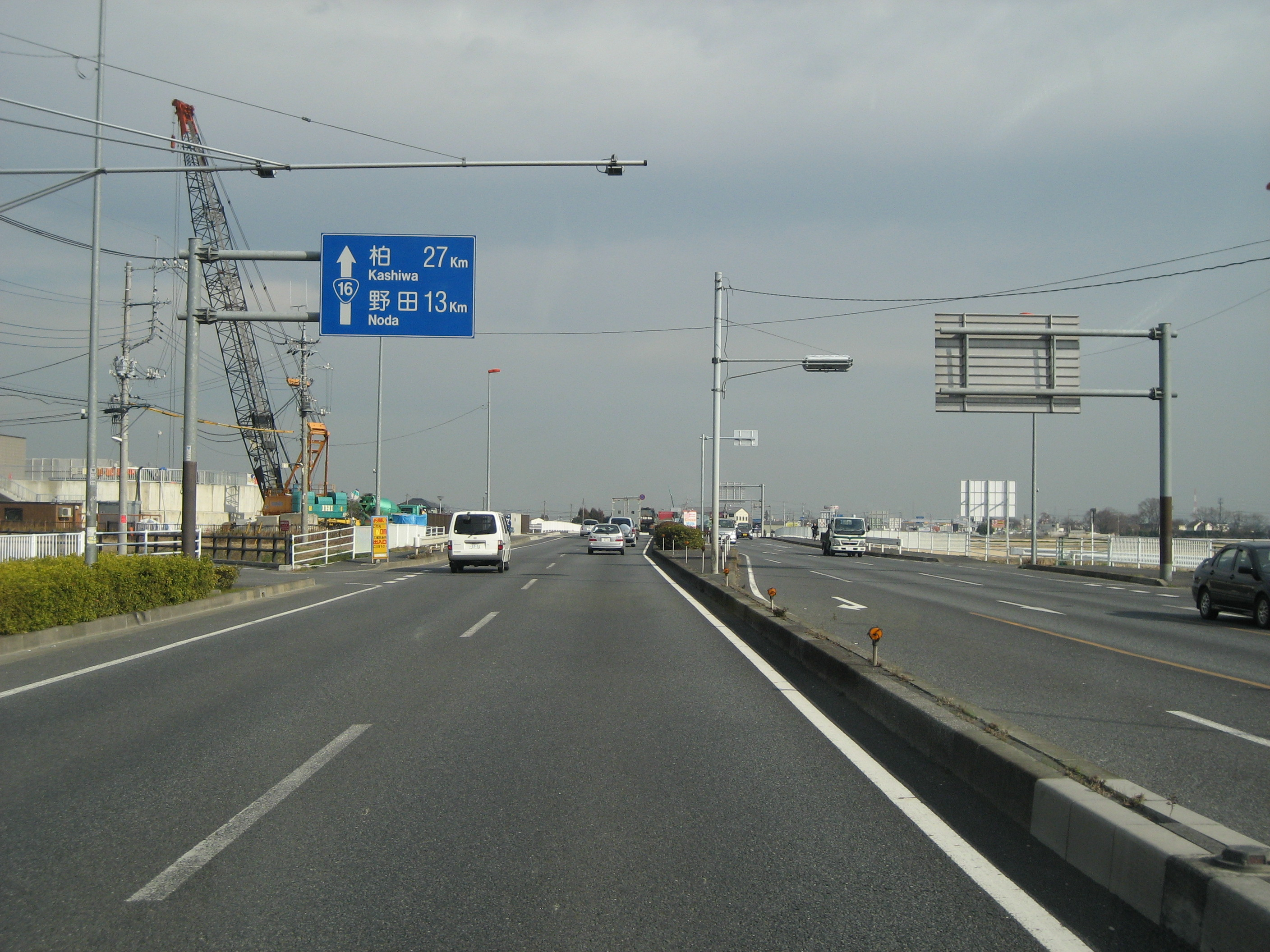
春日部市八丁目付近
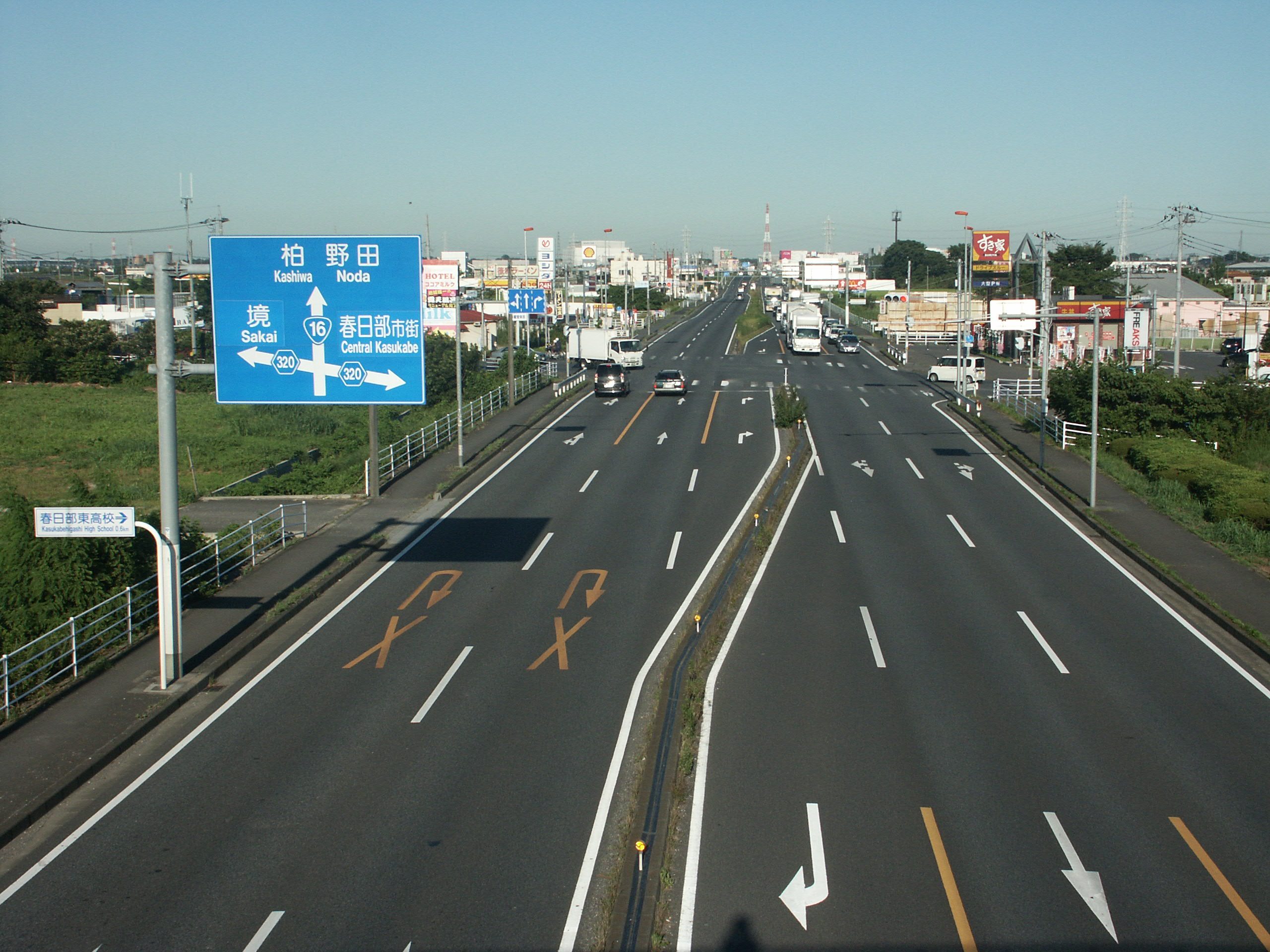
春日部市不動院野